# Trường Đại học Thông tin liên lạc
Trường Sĩ quan Thông tin (TTH) (Signal officers collage) là một trường đại học, trực thuộc Binh chủng Thông tin Liên lạc của Bộ Quốc phòng, là trường đào tạo sĩ quan, trình độ cử nhân quân sự chuyên ngành chỉ huy tham mưu thông tin liên lạc và tác chiến không gian mạng.

## Lịch sử
• Ngày 11 tháng 11 năm 1951, Bộ Quốc phòng ra Quyết định số 132/QĐ về việc thành lập Trường Thông tin. Trường đóng quân tại bản Piềng, xã Thanh Định, huyện Định Hóa, tỉnh Thái Nguyên. Từ đó ngày 11 tháng 11 hằng năm là ngày truyền thống của trường.
• Tháng 7 năm 1958, Bộ Tổng tham mưu ra quyết định sáp nhập Trường Thông tin vào Trường Đại học Sĩ quan Lục quân 1.
• Ngày 21 tháng 5 năm 1965, Bộ Quốc phòng ra Quyết định số 69/QĐ thành lập Trường Sĩ quan Thông tin trên cơ sở tách Khoa Thông tin từ Trường Đại học Sĩ quan Lục quân 1.
• Tháng 9 năm 1978, Nhà trường khai giảng khoá thí điểm đào tạo sĩ quan thông tin cao đẳng chỉ huy và kỹ sư khai thác đầu tiên.
• Tháng 9 năm 1979, Nhà trường chuyển trụ sở đóng quân từ tỉnh Hà Bắc cũ vào thành phố Nha Trang, tỉnh Khánh Hòa. Từ đó, trường đóng quân cho đến ngày nay.
• Ngày 15 tháng 12 năm 1981, Bộ Quốc phòng ra Quyết định số 414 - QĐ/QP đổi tên Trường Sĩ quan Thông tin thành Trường Sĩ quan Chỉ huy Kỹ thuật Thông tin.
• Ngày 14 tháng 10 năm 1997, Bộ Quốc phòng ra Quyết định số 137/QĐQP về việc sáp nhập Trường Trung cấp Kỹ thuật Thông tin vào Trường Sĩ quan Chỉ huy Kỹ thuật Thông tin.
• Ngày 21 tháng 9 năm 1998, Chính phủ ra Quyết định số 480/1998-QĐ-TTg giao nhiệm vụ đào tạo đại học cho Trường Sĩ quan Chỉ huy Kỹ thuật Thông tin.
• Ngày 12 tháng 4 năm 2002, Bộ Quốc phòng ra Quyết định số 53/QĐ-BQP giao nhiệm vụ đào tạo nguồn nhân lực phục vụ sự nghiệp công nghiệp hóa, hiện đại hóa Trường Sĩ quan Chỉ huy Kỹ thuật Thông tin.
• Ngày 31 tháng 8 năm 2009, Bộ Quốc phòng ra Quyết định số 2999/QĐ-BQP thành lập Trung tâm Giáo dục Quốc phòng - An ninh tại khu vực thôn Dục Mỹ, xã Ninh Sim, Ninh Hòa, Khánh Hòa thuộc Trường Sĩ quan Chỉ huy Kỹ thuật Thông tin.
• Ngày 08 tháng 11 năm 2011, Bộ Quốc phòng ra Quyết định số 2999/QĐ-TM đổi tên Trường Sĩ quan Chỉ huy Kỹ thuật Thông tin thành Trường Sĩ quan Thông tin cho đến ngày nay. Cùng với đó, Trường Trung cấp Kỹ thuật Thông tin lại được tách ra khỏi trường và chuyển về đóng quân tại Thị xã Sơn Tây, Hà Nội.
• Ngày 13 tháng 8 năm 2013, Thủ tướng Chính phủ ký Quyết định số 1386/QĐ-TTg về việc thành lập Trường Đại học Thông tin liên lạc trên cơ sở Trường Sĩ quan Thông tin, giao cho trường đào tạo nguồn lực cử nhân dân sự công nghệ thông tin và điện tử viễn thông bậc đại học cho đến năm 2019 thì dừng tuyển sinh.

## Thành tích
- Huân chương Hồ Chí Minh
- Huân chương "Anh hùng Lực lượng vũ trang nhân dân" năm 1979
- Huân chương "Anh hùng Lực lượng vũ trang nhân dân thời kỳ đổi mới" năm 2010
- Huân chương Độc lập Hạng Nhất, Nhì, Ba
- Huân chương Quân công (1 hạng Nhất, 2 hạng Nhì, 1 hạng Ba)
- Huân chương Chiến công ( 2 hạng Nhất, 15 hạng Nhì, 12 hạng Ba)
- Huân chương Bảo vệ Tổ quốc Hạng Ba
- Huân chương Lao động Hạng 3
- Huân chương Hữu nghị của Cộng hòa Dân chủ Nhân dân Lào;
- Huân chương Chiến công hạng Nhất của Cộng hòa Dân chủ Nhân dân Lào;
- Chính phủ, Quân ủy Trung ương, Bộ Quốc phòng, Bộ Giáo dục và Đào tạo, Binh chủng Thông tin Liên lạc, Trung ương Đoàn Thanh niên Cộng sản Hồ Chí Minh và các địa phương tặng hàng trăm cờ thi đua, cờ thưởng, bằng khen, giấy khen, huy chương các loại về thành tích trên các mặt hoạt động.

## Ban Giám hiệu
- Đại tá, PGS, TS Lê Xuân Hùng - Hiệu trưởng
- Đại tá, ThS Vũ Duy Hải - Chính ủy
- Đại tá, PGS, TS Nguyễn Như Thắng - Phó Hiệu trưởng Đào tạo
- Đại tá, TS Nguyễn Đức Thuận - Phó Chính ủy
- Đại tá, PGS, TS Nguyễn Trọng Vĩnh - Phó Hiệu trưởng Quân sự
- Đại tá, TS Nguyễn Danh Khoa - Phó Hiệu trưởng kiêm Phó Giám đốc Trung tâm GDQP&AN

## Sứ mệnh, tầm nhìn
- SỨ MỆNH

Trường Sĩ quan Thông tin cam kết là đơn vị giáo dục uy tín cung cấp nguồn nhân lực chất lượng cao cho sự nghiệp công nghiệp hóa - hiện đại hóa đất nước; trang bị cho thế hệ trẻ Việt Nam tri thức, đạo đức, kỹ năng sống, sự năng động, sáng tạo, thích ứng tốt với công việc, thăng tiến vững chắc trong nghề nghiệp, đáp ứng yêu cầu phát triển kinh tế - xã hội của nền kinh tế trí thức trong giai đoạn mới, tự tin hội nhập với cộng đồng quốc tế.
- TẦM NHÌN

Xây dựng Trường Sĩ quan Thông tin thành Trung tâm đào tạo đa ngành, đa bậc học chất lượng cao, gắn liền với tôn chỉ Tri thức - Đạo đức - Sáng tạo - Năng động - Hội nhập.
Đại học Sĩ quan Thông tin liên lạc là Trung tâm nghiên cứu khoa học, ứng dụng khoa học - kỹ thuật đáp ứng yêu cầu giáo dục đào tạo, sản xuất, kinh doanh và chuyển giao công nghệ phục vụ cho sự nghiệp phát triển kinh tế - xã hội, công nghiệp hóa - hiện đại hóa đất nước. Khẳng định Đại học Sĩ quan Thông tin liên lạc là trường đại học có uy tín trong hệ thống giáo dục Việt Nam.

## Cơ sở vật chất
- Tọa lạc tại trung tâm thành phố biển Nha Trang xinh đẹp, cơ sở vật chất của Trường Đại học Thông tin liên lạc hiện nay đáp ứng tốt cả hai nhiệm vụ đào tạo đối tượng quân sự và dân sự với 02 địa điểm đào tạo, cụ thể:
- Khu A: Cơ sở đào tạo chính (địa chỉ: Số 101 Mai Xuân Thưởng, phường Vĩnh Hòa, thành phố Nha Trang, tỉnh Khánh Hòa), diện tích 353.839 m2, là khu vực tổ chức đào tạo học viên quân sự. Cơ sở vật chất, trang thiết bị bảo đảm cho giảng dạy được đầu tư xây dựng khang trang, hiện đại. Hiện có 37 phòng học phổ thông; 67 phòng học chuyên dùng (08 phòng học ngoại ngữ; 06 phòng học cơ sở ngành; 26 phòng học công nghệ thông tin, an ninh, an toàn thông tin, lập trình và khoa học cơ bản; 27 phòng học chuyên ngành viễn thông, quân sự và chính trị); các phòng học được trang bị máy tính, máy chiếu, phương tiện, khí tài huấn luyện hiện đại.
- Khu C: Trung tâm Công nghệ thông tin và Ngoại ngữ (địa chỉ: Số 75 đường 2/4, phường Vĩnh Hòa, thành phố Nha Trang, tỉnh Khánh Hòa), diện tích 29.680 m2. Trung tâm có hệ thống cơ sở vật chất và hạ tầng CNTT khang trang, hiện đại, đủ điều kiện đáp ứng tiêu chí của 01 trường đại học có quy mô trung bình. Trung tâm hiện có 105 phòng phục vụ cho nghiên cứu, đào tạo, hội thảo, thư viện, trong đó có 17 phòng đang phục vụ các hoạt động nghiên cứu phần mềm, đào tạo chuyển giao công nghệ. Các phòng học công nghệ thông tin, ngoại ngữ được trang bị đồng bộ máy tính và các thiết bị thực hành; trung tâm dữ liệu (Data Center) đạt tiêu chuẩn quốc tế (Uptime Tier-3), được bố trí thành 02 khu vực (quân sự và dân sự) hoạt động độc lập. Hệ thống phòng học được trang bị máy tính, máy chiếu đáp ứng đủ số lượng khi đào tạo đối tượng dân sự.

## Đào tạo

### Đào tạo cho quân đội
- Đào tạo cử nhân quân sự trình độ Đại học các chuyên ngành chỉ huy tham mưu kỹ thuật thông tin cho các quân, binh chủng:

1. Phòng không - Không quân
2. Hải quân
3. Lục quân

- Đào tạo cử nhân quân sự trình độ Đại học ngành:

1. Chỉ huy tham mưu tác chiến điện tử
2. Chỉ huy tham mưu tác chiến không gian mạng

- Đào tạo cán bộ an ninh mạng cho Bộ Công an
- Đào tạo cử nhân quân sự chuyên ngành Chỉ huy kỹ thuật Thông tin cho Quân đội nhân dân Lào và Quân đội Hoàng gia Campuchia

### Đào tạo cho dân sự
- Đào tạo đại học các chuyên ngành:

1. Công nghệ thông tin
2. Kỹ thuật điện tử,truyền thông

- Đào tạo cao đẳng kỹ thuật các chuyên ngành:

1. Công nghệ thông tin
2. Công nghệ kỹ thuật truyền thông.

## Danh sách cựu học viên tiêu biểu
- Thượng tướng Nguyễn Trọng Nghĩa, Uỷ viên Bộ Chính Trị, Bí thư Trung ương Đảng, Trưởng ban tuyên giáo Trung ương
- Đinh Thế Huynh, Nguyên Uỷ viên Bộ chính trị, Nguyên Thường trực Ban Bí thư Ban chấp hành Trung ương Đảng Cộng sản Việt Nam, Nguyên trưởng ban Tuyên giáo Trung ương
- Thượng tướng Nguyễn Chí Vịnh, Nguyên Uỷ viên Ban chấp hành Trung ương Đảng Cộng sản Việt Nam, Nguyên ủy viên Thường vụ Quân ủy Trung ương, Nguyên Thứ trưởng Bộ Quốc Phòng
- Trung tướng Nguyễn Văn Sơn, Nguyên Phó Giám đốc Học viện Quốc phòng
- Thiếu tướng Khúc Đăng Tuấn, Tư lệnh Binh chủng Thông tin liên lạc
- Thiếu tướng Vũ Anh Văn, Nguyên Tư lệnh Binh chủng Thông tin liên lạc
- Thiếu tướng Trần Hữu Thoan, Nguyên Phó Chính ủy Bộ Tư lệnh Tác chiến không gian mạng
- Thiếu tướng Đặng Đức Đông, Phó Tư lệnh Bộ Tư lệnh Tác chiến không gian mạng
- Thiếu tướng Nguyễn Văn Trị, Chính ủy Binh chủng Thông tin liên lạc
- Thiếu tướng Nguyễn Thanh Nam, Phó Tổng giám đốc kiêm Bí thư Đảng ủy Tập đoàn công nghiệp - viễn thông Quân đội Viettel
- Thiếu tướng Trần Minh Tâm, Nguyên Chính ủy Binh chủng Thông tin liên lạc
- Thiếu tướng Lê Dũng, Nguyên Tư lệnh Bộ Tư lệnh Tác chiến không gian mạng
- Thiếu tướng Trần Anh Du, Phó Tư lệnh Quân khu 2
- Thiếu tướng Ngô Kim Đồng, Nguyên Chính ủy Binh chủng Thông tin liên lạc
- Thiếu tướng Hồ Tri Liêm, Nguyên Tư lệnh Binh chủng Thông tin liên lạc
- Thiếu tướng Nguyễn Hoàng Tuyến, Nguyên Hiệu trưởng Trường sĩ quan Thông tin
- Thiếu tướng Vũ Viết Hoàng, Tư lệnh Binh chủng Thông tin liên lạc

## Hiệu trưởng qua các thời kỳ
- Đại tá Nguyễn Từ
- Đại tá Bùi Thanh Duyến (1992-2002)
- Đại tá Nguyễn Mậu Đậu (2002-2007)
- Thiếu tướng Lê Đình Hùng (2007-2013)
- Thiếu tướng Nguyễn Hoàng Tuyến (2013-2018)
- Đại tá Bùi Sơn Hà (2018-2020)
- Đại tá Lê Xuân Hùng (2020-nay).

## Các Khoa chuyên môn
- Khoa Cơ bản: Trưởng khoa: Đại tá, thạc sỹ Trương Ngọc Hải
- Khoa Kỹ thuật Cơ sở: Trưởng khoa: Đại tá Trần Đình Tấn
- Khoa Quân sự chung: Trưởng khoa: Thượng  tá, Ths Bùi Hữu Hân
- Khoa Công nghệ thông tin - Tác chiến Không gian mạng: Trưởng khoa: Đại tá, TS Nguyễn Thanh Hải
- Khoa Khoa học xã hội và nhân văn:Trưởng khoa: Đại tá, tiến sỹ Nguyễn Anh Tuấn
- Khoa Viễn thông: Trưởng khoa: Đại tá, TS Nguyễn Đình Thi
- Khoa Vô tuyến điện: Trưởng khoa: Đại tá, TS Vũ Đức Hiệp
- Khoa Binh chủng hợp thành: Trưởng khoa: Thượng tá, ThS Phan Văn Quốc
- Khoa Tổ chức thông tin: Trưởng khoa: Đại tá, tiến sỹ Vương Tự Hùng

## Các cơ quan chức năng
- Phòng Đào tạo: Đại tá, tiến sỹ Nguyễn Văn Duẫn
- Phòng Chính trị: Đại tá Nguyễn Đức Thuận
- Phòng Tham mưu - Hành chính: Đại tá Nguyễn Minh Tuấn
- Phòng Hậu cần: Thượng tá Nguyễn Trung Kiều
- Phòng Kỹ thuật: Thượng tá Trần Quốc Bảo
- Ban Khoa học quân sự
- Trung tâm Công nghệ thông tin và ngoại ngữ: Đại tá Trần Văn Thuận
- Trung tâm Quốc phòng An ninh
- Ban Khảo thí và bảo đảm chất lượng giáo dục: Thượng tá Phạm Bá Tú
- Ban Quản lý dự án
- Ban Tài chính

## Các đơn vị trực thuộc
- Tiểu đoàn 14: Tiểu đoàn trưởng - Thượng tá Đỗ Văn Thuyên
- Tiểu đoàn 18: Tiểu đoàn trưởng - Trung tá Cao Hữu Cương
- Tiểu đoàn 20: Tiểu đoàn trưởng - Thượng tá Nguyễn Văn Hoài
- Tiểu đoàn 26: Tiểu đoàn trưởng - Thượng tá Nguyễn Mậu Uyển
- Tiểu đoàn 28: Tiểu đoàn trưởng - Thượng tá Nguyễn Công Huân
- Tiểu đoàn 30: Tiểu đoàn trưởng - Thiếu tá Phạm Việt Dũng
- Đại đội 10
- Trạm khách T79